# Östra Nottjärnen, Hälsingland
Östra Nottjärnen är en sjö i Bollnäs kommun i Hälsingland och ingår i Ljusnans huvudavrinningsområde. Sjön är 9,1 meter djup, har en yta på 0,19 kvadratkilometer och befinner sig 399,3 meter över havet. Vid provfiske har abborre och öring fångats i sjön.

## Delavrinningsområde
Östra Nottjärnen ingår i det delavrinningsområde (677999-151211) som SMHI kallar för Utloppet av Västra Nottjärnen. Medelhöjden är 420 meter över havet och ytan är 1,91 kvadratkilometer. Det finns inga avrinningsområden uppströms utan avrinningsområdet är högsta punkten. Vattendraget som avvattnar avrinningsområdet har biflödesordning 4, vilket innebär att vattnet flödar genom totalt 4 vattendrag innan det når havet efter 118 kilometer. Avrinningsområdet består mestadels av skog (79 procent). Avrinningsområdet har 0,34 kvadratkilometer vattenytor vilket ger det en sjöprocent på 17,6 procent.